# 科德拉河

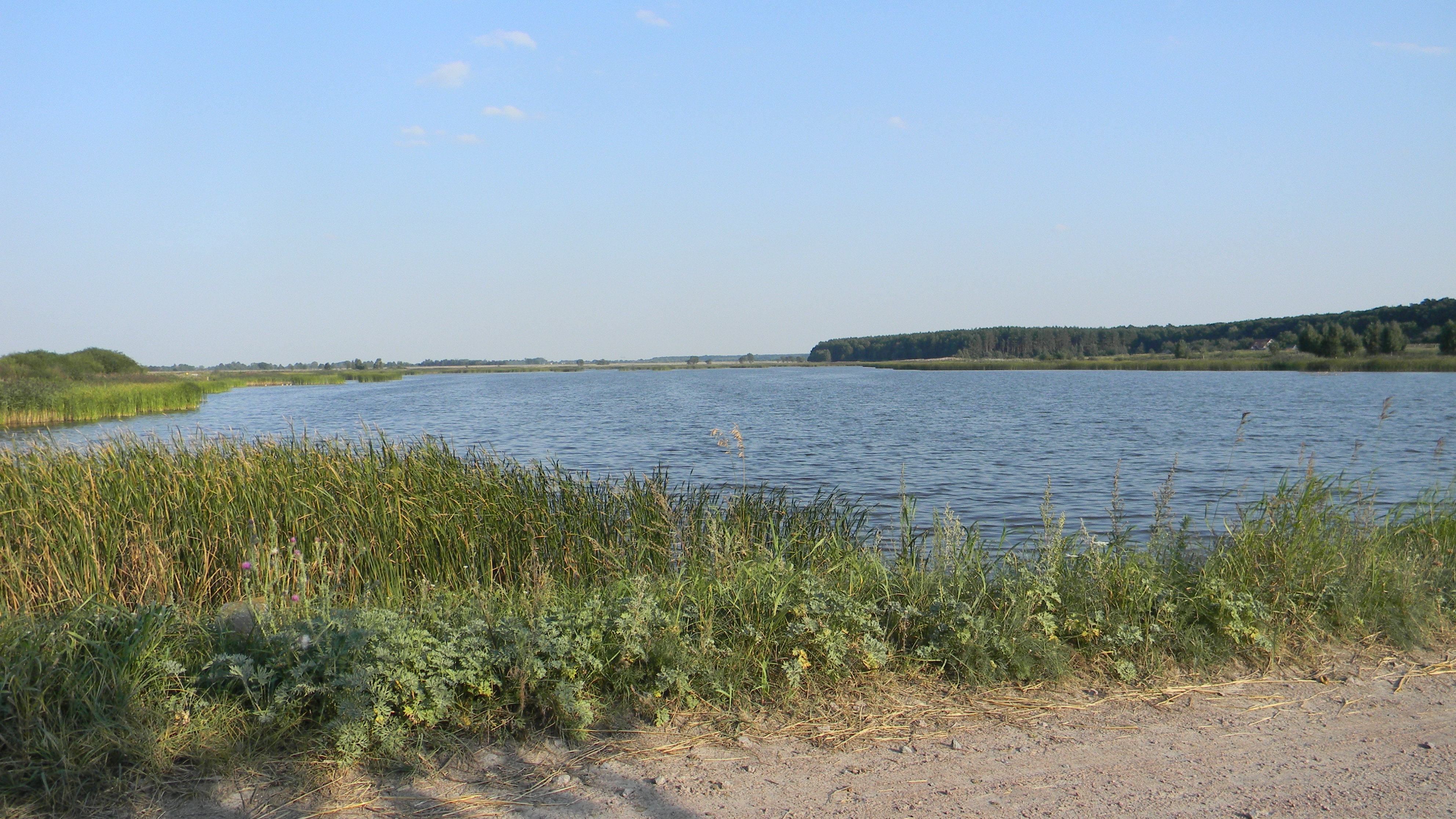

科德拉河（烏克蘭語：Кодра），是烏克蘭北部的河流，屬於捷捷列夫河的右支流。該河發源自扎布揚尼亞東南面，流經基輔州的布查區，河道全長23公里。